# 烏克蘭俄語

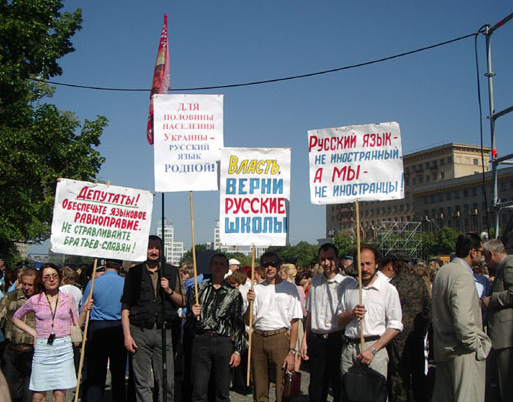
哈爾科夫要求俄語成為官方語言的示威

烏克蘭俄語是一種在烏克蘭流行的俄语方言。其東部和南部的國民，較多以俄語為母語，俄語亦是烏克蘭首都以及其他東部與南部城市地區的主要通行語言之一。除了烏克蘭語之外，俄語亦是全烏克蘭中最通行的語言。不過，烏克蘭中部和西部使用俄語的情況遠遠不如東部和南部般流行。現在俄語應否成為烏克蘭的第二種官方語言仍是一個十分具爭議性的話題。俄語至今並不是烏克蘭的官方語言，但是烏克蘭使用俄語者较多，因此，在歐洲各國中，烏克蘭是母語為非官方語言人口最多的國家。
自2022年俄羅斯全面入侵烏克蘭以來，國內越來越多人尤其是年輕人視俄語為入侵者的語言並開始轉用烏克蘭語作日常溝通。原本東部及南部俄語比較通行的州份對俄語的使用也漸漸減少，全烏克蘭日常使用俄語的人口從2021年的33%下降至2022年初的23%。

## 分佈

### 2001年人口統計

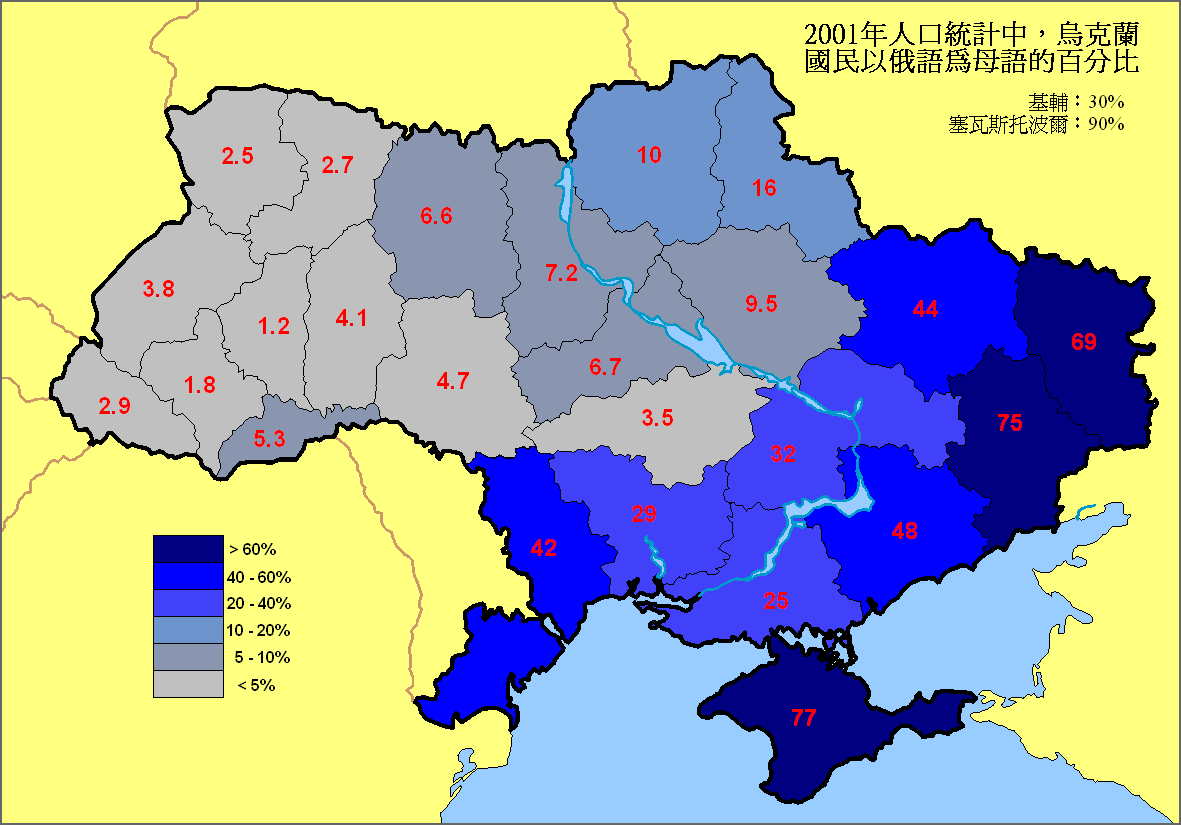
2001年烏克蘭人口統計中，烏克蘭國民以俄語為母語的百分比

據2001年烏克蘭人口統計，超過14,273,000名烏克蘭國民以俄語為母語，佔總人口29.3%。俄羅斯人佔烏克蘭中使用俄語的人56%。另外，5,545,000名烏克蘭人、172,000名白俄羅斯人、86,000名猶太人、81,000名希臘人、62,000名保加利亞人、46,000名摩爾多瓦人、43,000名塔塔爾人、43,000名亞美尼亞人、22,000名波蘭人、21,000名德國人和15,000名克里米亞韃靼人都以俄語作為母語。

## 民意調查
根據民意調查，實際上更多人使用俄語，比官方人口統計所描述的情況更流通。2004年，一項由基輔國際社會學研究所發表的調查顯示，約有43－46%的人口家中使用俄語。
| 1994 | 1995 | 1996 | 1997 | 1998 | 1999 | 2000 | 2001 | 2002 | 2003 | 2004 | 2005 |
| ---- | ---- | ---- | ---- | ---- | ---- | ---- | ---- | ---- | ---- | ---- | ---- |
| 34.7 | 37.8 | 36.1 | 35.1 | 36.5 | 36.1 | 35.1 | 38.1 | 34.5 | 38.1 | 35.7 | 34.1 |

|                | 1994 | 1995 | 1996 | 1997 | 1998 | 1999 | 2000 | 2001 | 2002 | 2003 | 2004 | 2005 |
| 以俄語為主     | 32.4 | 32.8 | 33.1 | 34.5 | 33.4 | 33.6 | 36.0 | 36.7 | 33.2 | 36.0 | 34.3 | 36.4 |
| 俄語和烏克蘭語 | 29.4 | 34.5 | 29.6 | 26.8 | 28.4 | 29.0 | 24.8 | 25.8 | 28.0 | 25.2 | 26.3 | 21.6 |

根據調查，烏克蘭東部和南部的人口中，大多數都能使用俄語，當中的人口比例表列如下：
- 克里米亞自治共和國—佔人口97%
- 第聂伯罗彼得罗夫斯克州—佔人口72%
- 顿涅茨克州—佔人口93%
- 扎波羅熱州—佔人口81%
- 盧甘斯克州—佔人口89%
- 尼古拉耶夫州—佔人口66%
- 敖德萨州—佔人口85%
- 哈爾科夫州—佔人口74%

基輔市民日常生活都主要使用俄語，烏克蘭中部和西部亦有一定數量的國民使用俄語。

## 俄語和烏克蘭政治
|          | 1995 | 1996 | 1997 | 1998 | 1999 | 2000 | 2001 | 2002 | 2003 | 2004 | 2005 |
| 應該     | 52.0 | 50.9 | 43.9 | 47.6 | 46.7 | 44.0 | 47.4 | 48.6 | 47.3 | 47.5 | 48.6 |
| 難以決定 | 15.3 | 16.1 | 20.6 | 15.3 | 18.1 | 19.3 | 16.2 | 20.0 | 20.4 | 20.0 | 16.8 |
| 不應該   | 32.6 | 32.9 | 35.5 | 37.0 | 35.1 | 36.2 | 36.0 | 31.1 | 31.9 | 32.2 | 34.4 |
| 無答案   | 0.1  | 0.0  | 0.1  | 0.1  | 0.1  | 0.5  | 0.4  | 0.3  | 0.3  | 0.3  | 0.1  |

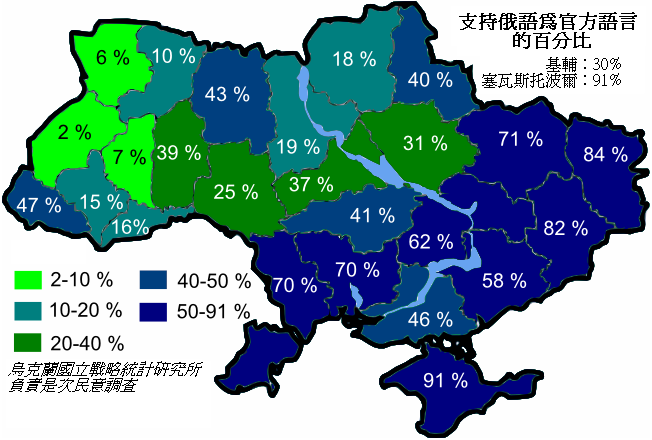
全部烏克蘭地區支持俄語為官方語言的百分比，根據2005年烏克蘭國立戰略研究所的民意調查

根據烏克蘭憲法和語言相關的法律，經國會通過，烏克蘭語是該國唯一的官方語言，其他在烏克蘭使用的語言亦受憲法保護。雖然憲法中第10條清楚表明俄語應受到該國的保護，但從1991年烏克蘭獨立後，俄語應否成為烏克蘭的第二種官方語言是一個十分具爭議性的話題。每當烏克蘭舉行選舉，很多政客，包括維克多·費奧多羅維奇·亞努科維奇等都承諾把俄語語定為第二種官方語言。維克多·安德烈耶維奇·尤先科，在2004年競選時，都宣稱願意令使用俄語的國民受到更平等的對待。他的個人網站公佈，他曾承諾和使用俄語國民接觸的官員必須精通俄語。但在2005年，他聲稱並未簽署有關法令。
上述爭議和當局故意推動烏克蘭化有關。自1991年以來，政府有系統地減少以俄語教學的學校。而且，使用俄語的國民佔全部人口的比例下降。以俄語廣播的電視頻道亦都減少。最近，當局決定在烏克蘭語頻道為俄語節目配音，不再為俄語節目加上字幕。
不過，2006年，烏克蘭城市哈爾科夫定俄語為市內官方語言。幾乎東部、南部州分和主要城市都跟隨哈爾科夫的做法。雖然總統尤先科反對，但只有很少法院取消上述的決定。
2019年7月16日，乌克兰新的语言法規定乌境内所有国家公务和公共生活必须使用乌克兰语，這意味著俄语失去在该国第二大通用语言的地位。

## 俄語和烏克蘭人的身分
綜觀整個20世紀，除了帝俄統治的時期外，在推動烏克蘭化還是俄羅斯化方面上，政府經常搖擺不定，令烏克蘭東南部的居民感到自身身分模糊，既不是完全的俄羅斯人，又不是完全的烏克蘭人。
這是烏克蘭其中一個潛在的問題。政府反對將俄語定為官方語言的原因是，害怕烏克蘭會因此慢慢轉向俄羅斯。在地區層面上，這會危害國家內部團結。
但是，法籍研究員，Dominique Arel和烏克蘭官方看法不同。雖然，在19世紀，殖民者從帝俄的其他地方到烏克蘭東部殖民，種族混合，但東南部居民對自身是烏克蘭人的身分意識較中部和西部的居民的弱。當中，很多都感到被政府親西方的立場所疏遠。Dominique Arel認為若當局把俄語定為官方語言，東南部居民將很快不會感到被當局疏遠。他們不會感到自己是二等公民，亦會認為自己和中部及西部的居民在烏克蘭政治上有同等的重要性。
但乌克兰的身分认同问题并非母语使用所能表述。2014年俄罗斯入侵后成立的立场较为极端的反俄乌克兰民族主义者组织亚速团就主要由来自东部地区的俄语母语者组成；而在2022年俄罗斯入侵乌克兰的战争中带领乌克兰抵抗俄国入侵的总统澤倫斯基亦是一位俄语母语人士。